# Los Magueyes, Michoacán de Ocampo
Los Magueyes är en ort i Mexiko.   Den ligger i kommunen Turicato och delstaten Michoacán de Ocampo, i den södra delen av landet, 240 km väster om huvudstaden Mexico City. Los Magueyes ligger 885 meter över havet och antalet invånare är 106.
Terrängen runt Los Magueyes är lite kuperad, och sluttar söderut. Runt Los Magueyes är det ganska glesbefolkat, med 25 invånare per kvadratkilometer. Närmaste större samhälle är La Ermita, 13,7 km väster om Los Magueyes. I omgivningarna runt Los Magueyes växer huvudsakligen savannskog.